# Cratere Samantha
Samantha  è un cratere sulla superficie di Venere.